# 4692 SIMBAD
4692 SIMBAD — астероїд головного поясу, відкритий 4 листопада 1983 року.
Тіссеранів параметр щодо Юпітера — 3,606.
Назва походить від SIMBAD (англ. the Set of Identifications, Measurements, and Bibliography for Astronomical Data — Набір Ідентифікацій, Вимірювань та Бібліографій Астрономічних Даних).